# Modeste Tchaïkovski
Pour les articles homonymes, voir Tchaïkovski (homonymie).
Modeste Ilitch Tchaïkovski (en russe : Модест Ильич Чайковский, ISO 9 : Modest Il'ič Čajkovskij) est un dramaturge, librettiste d'opéra et traducteur russe né le 1er mai 1850 (13 mai dans le calendrier grégorien) à Alapaïevsk et mort le 2 janvier 1916 (15 janvier dans le calendrier grégorien) à Moscou. Il est le fils d'Ilia Petrovitch Tchaïkovski, le frère cadet du compositeur Piotr Ilitch Tchaïkovski (1840-1893) et le frère jumeau d'Anatoli Tchaïkovski.

## Biographie
Issu d'une grande famille bourgeoise d'origine russe et cosaque, il est le fils d'Ilia Petrovitch Tchaïkovski (31 juillet 1795-21 janvier 1880), ingénieur des mines, et d’une mère d’origine française, Alexandra Andreïevna Assier (11 août 1812-25 juin 1854). Le couple a déjà quatre enfants, dont Nicolaï (né en 1838), Piotr (né en 1840), Alexandra (née en 1840 et future princesse Davydov), et Hippolyte (né en 1843) quand naissent les jumeaux Anatole et Modeste.
Quoique diplômé en droit, il choisit de consacrer sa vie entière à la littérature et la musique. Il a écrit des pièces de théâtre, traduit des sonnets de Shakespeare et écrit des livrets d’opéra pour son frère, dont La Dame de pique d'après le roman de Pouchkine en 1890 et Iolanta d'après Kong Renes Datte du danois Henrik Hertz en 1891, joué la première fois en 1892, ainsi que pour d'autres compositeurs tels qu'Eduard Nápravník (Дубровский, 1895), Arseni Korechtchenko (Ледяной дом, 1900), Anton Arensky (Наль и Дамаянти, 1904) et Serge Rachmaninov (Франческа да Римини [Francesca da Rimini], 1904). 
En 1876, il devint le tuteur d’un enfant de huit ans sourd-muet, Nikolaï dit « Kolia » Hermanovitch Konradi (1868-1922), et parvint à le faire parler, lire et écrire. Piotr Tchaïkovski s'intéressa aussi au sort de l'enfant et fit un voyage auprès d'un médecin à Montpellier pour le soigner la même année. Il était très proche de l'acteur Lucien Guitry, père de Sacha, lorsqu'il était directeur du théâtre Michel à Saint-Pétersbourg.
Toute sa vie, il eut une relation proche avec son frère Piotr mais, au contraire de celui-ci, il vécut pleinement son homosexualité. Il fut le premier biographe de celui-ci, mais aussi le fondateur et le premier conservateur du musée Tchaïkovski à Kline, près de Moscou, où il demeura jusqu'à la fin de ses jours. Il avait aussi une relation fusionnelle avec son frère jumeau Anatole.
Il publie une biographie de son frère Piotr en trois tomes de plus de 1 500 pages, avec extraits de sa correspondance, qui fait autorité chez les chercheurs et musicologues.
C'est chez lui au 13, Malaia Moika, à Saint-Pétersbourg, que meurt d'ailleurs Piotr le 6 novembre 1893.

## Écrits
- (ru) Modeste Tchaïkovski, Vie de Piotr Ilitch Tchaïkovski (Жизнь Петра Ильича Чайковского (по документам, хранившимся в архиве в Клину)) en 3 tomes, t. 2. 1877—1884, Moscou., [Алгоритм (издательство)],‎ 1997, 607 p. (ISBN 5-88878-007-3))
- Предрассудки [Préjugés]
- Симфония [Symphonie]
- День в Петербурге [Journée à Saint-Pétersbourg]
- La Vie de Piotr Ilitch Tchaïkovsky, biographie et correspondance (3 vol.)

Traductions
- Alexandre Oulybychev, Nouvelle biographie de Mozart, 3 vol. en français parus en 1843 et traduits en russe